# Viktor Tchetchevatov
Viktor Stepanovitch Tchetchevatov (en russe : Виктор Степанович Чечеватов), né le 15 avril 1945, est un militaire et homme politique soviétique puis russe.

## Biographie
Il est diplômé de l'Académie militaire de l'État-major en 1984.
Il fut le dernier commandant du district militaire de Kiev soviétique.
Il se présente à l'Élection présidentielle russe de 1996.
De 1999 à 2005 il est le directeur de l'Académie militaire de l'État-major général des forces armées de la fédération de Russie.